# Warren Thew
Warren Thew (* 10. April 1927 in Fairport NY, Vereinigte Staaten; † 31. Dezember 1984 in Thalwil, Kanton Zürich) war ein US-amerikanisch-schweizerischer Pianist, Komponist, Lyriker und Zeichner.

## Leben
Warren Thew wurde 1927 in Fairport NY (USA) geboren. An der Eastman School of Music in Rochester ließ er sich zum Pianisten und Komponisten ausbilden. 1951–1956 war er in Washington D.C. als Solist, Kammermusiker und Liedbegleiter  aktiv. Als Klavier-Improvisator spielte er für Stummfilm-Präsentationen an der Library of Congress (Kongressbibliothek) sowie an der Martha Graham School of Modern Dance. 1951 legte er auf Schallplatte die Welt-Ersteinspielungen von Rachmaninoffs Études Tableaux opus 39 und dessen Klaviersonate Nr. 1 opus 28 vor.
1956 übersiedelte Warren Thew zusammen mit seiner Ehefrau Lisbet (1920–2014) in die Schweiz und wohnte fortan in Kilchberg ZH. Für kurze Zeit setzte er sein Studium bei Max Egger fort. In den folgenden Jahren entwickelte er eine rege internationale Konzerttätigkeit. Er spielte Musik aus allen Epochen und auf verschiedenen Tasteninstrumenten (Clavichord, Cembalo, Hammerflügel, moderner Flügel). An der Musikakademie Zürich (heute ZHdK) leitete er während einiger Jahre eine Konzertausbildungsklasse. Besondere Erwähnung verdient sein Engagement für das zeitgenössische Schweizer Musikschaffen, insbesondere in Form von (Ur-)Aufführungen mehrerer Werke von Zürcher Komponisten wie Max Kuhn und Hermann Haller. Das Unterengadiner Dorf Sent war ihm seit 1972 ein zweites Domizil. Er interessierte sich sehr für die dort gesprochene rätoromanische Sprache, in welcher er auch Gedichte zu schreiben begann. Nach längerer Krankheit starb Warren Thew an Silvester 1984.

## Werk
Warren Thew schuf, neben seinem Wirken als Pianist:
- etwa 60 Kompositionen (insbesondere Klavier- und Vokalmusik)[2]
- über 3500 Gedichte (englisch, deutsch und rätoromanisch)
- etwa 1000 grafische Arbeiten (hauptsächlich Karikatur-Zeichnungen).

Sein Nachlass wird von der Zentralbibliothek Zürich verwaltet.

## Veröffentlichungen

### Buch-Publikationen
- Prouvas da tschüffer splers – Versuche Schmetterlinge zu fangen. Poesias – Gedichte. (Deutsche Übertragungen von Lisbet Thew.) Weidling, Stockach-Wahlwies 1999, ISBN 3-922095-37-2.[3][4]
  - Daraus Poesia... / Dichtung... und Mort – ... / Tod – ... in: Roger Perret (Hrsg.): Moderne Poesie in der Schweiz. Limmat Verlag, Zürich 2013, ISBN 978-3-85791-726-4. S. 385 u. 386.
- Times and Seasons. (Tages- und Jahreszeiten.) Poems and Drawings (Gedichte (1950–1955) und Zeichnungen). Herausgegeben von Lisbet Thew. Mit einem Vorwort von Byron McCulloh: The Creative World of Warren Thew. (Die schöpferische Welt Warren Thews.) Sa-voo Sa-vah Press, Pittsburgh 1994. 2. Auflage 1997.
- Einzelne Lieder und Gedichte, veröffentlicht in Sammelwerken[5]

### Tonaufnahmen

#### Warren Thewals Interpret
- Sergej Rachmaninow: 9 Études Tableaux. Opus 39. LP,  RS-3, Rachmaninoff Society, New York 1951. (Ersteinspielung)
- Sergej Rachmaninow: Klaviersonate No. 1. Opus 28. LP, RS-6, Rachmaninoff Society, New York 1951/1955. (Ersteinspielung)
- Ludwig van Beethoven: 10 variierte Themen für Flöte und Klavier. Opus 107. Raymond Meylan, Flöte; Warren Thew, Klavier. LP, MHS 1394, Musical Heritage Society, New York 1972.
- Hermann Haller: Elegia variata / In Memoriam / Concerto No. 2. Für Klavier / Klaviertrio / Klavier und Streichorchester. Warren Thew, Klavier; Frank Gassmann, Violine; Hartwig Natrop, Violoncello; Camerata Zürich, Räto Tschupp. LP, D-531, Jecklin, Zürich 19??
- Max Kuhn: Concierto de Tenerife. (1961/1962). Warren Thew, Klavier; Camerata Zürich, Ltg. Räto Tschupp. (Zusammen mit: Missa brevis.) LP, EL 16696, Ex Libris, Zürich 19?? / CD, GMCD 7206, Guildmusic, Ramsen 2000.
- Joseph Haydn: Klavierkonzert D-Dur, Hob. XVIII/11, Klavierkonzert F-Dur, Hob. XVIII/3. Warren Thew, Klavier; Camerata Zürich, Räto Tschupp. LP, D-532, Jecklin, Zürich 19?? / CD, GMCD 7206, Guildmusic, Ramsen 2000.[6]
- Warren Thew: Rondo von Brot und vom Fisch. Improvisation. Warren Thew, Cembalo. Single, MR 386, Liverpool Records, Stäfa 1977.
- Fêtes de Noël: Weihnachtsmusik von Liszt, Ljapunov, Busoni und Bartók. Warren Thew, Klavier. LP, MR 460, Liverpool Records, Stäfa 1985. / CD, DMR 766, Liverpool Records, Stäfa 2009.

#### Warren Thewals Komponist
- Warren Thew: Chanzuns romantschas. Sieben Lieder auf rätoromanische Gedichte von Jon Guidon, Armon Planta und Andri Peer. (Zusammen mit Chanzuns biblicas (Biblische Lieder, übersetzt von Alfons Clalüna), opus 99 von Antonín Dvořàk und Negro Spirituals, bearbeitet von Donald Ryan.) Jachen Janett, Bassbariton und Risch Biert, Klavier. CD Punts (Brücken). Madulain/Chur 2007.[7][8]
- Warren Thew: Komponist und Pianist. 12 Rätoromanische Lieder nach Gedichten von Jon Guidon, Armon Planta und Andri Peer. Zusammen mit Fêtes de Noël. Weihnachtsmusik von Liszt, Ljapunov, Busoni und Bartók. Warren Thew, Klavier; Vocalensemble Hottingen Zürich, Leitung Reto Cuonz. CD, DMR 766, Liverpool Records, Stäfa 2009.

## Vertonungen
- David Angel (* 1940): Reflections on Poems of Warren Thew. Für Kammerorchester. 2005.[9][10]
- Martin Derungs (1943–2023):[11] Auf nach Narragonien. Suite für Orchester und Kinderchor; nach Texten von Warren Thew, Peter Richner und Saro Marretta. Opus 79. 2002.
- ders.: Ferm aint il spazi. Drei Stücke für Männerchor, nach Gedichten von Warren Thew. Opus 81. 2002.
- ders.: Intents dal destin. Für Sopran und Flöte, nach Texten von Warren Thew. Opus 82. 2002.
- ders.: Intensità da la stà. Für vierstimmig gemischten Chor, nach einem Gedicht von Warren Thew. Opus 87. 2007.
- Rudolf Meyer (* 1943): Readily a World. (Alsbald eine Welt.) Liederzyklus für Alt und Hammerflügel, nach Gedichten von Warren Thew. 2004.[12][13]